# Hernani Azevedo Junior
Hernani Azevedo Junior, genannt Hernani (* 27. März 1994 in São Gonçalo do Sapucaí, MG), ist ein brasilianischer Fußballspieler. Der Rechtsfüßer spielt alternativ im defensiven oder zentralen Mittelfeld.

## Karriere
Hernani startete seine Laufbahn im Nachwuchsbereich des Athletico Paranaense. Von diesem wurde in der Saison 2013 an den Joinville EC in die Série B ausgeliehen, um dort Erfahrung zu sammeln. Sein erstes Spiel als Profi bestritt er am 4. September 2014. Im Spiel gegen Ceará SC wurde er nach der Halbzeitpause eingewechselt.
Zur Saison 2014 kehrte Hernani zu Atlético zurück. In der Campeonato Paranaense erzielte er dann am 23. Februar 2014 sein erstes Tor als Profi. In der 8. Minute traf er mit einem Strafstoß zur 1:0-Führung gegen den Arapongas EC (Entstand 3:0). Seinen Einstand in die höchste brasilianische Spielklasse gab Hernani am 10. September 2014. Beim Auswärtsspiel gegen Grêmio Porto Alegre kam er in der 90. Minute für Marcos Guilherme. Sein erstes Tor in der Liga erzielte Hernani in der Folgesaison. Am 14. Juni 2015 traf er in der 52. Minute gegen Grêmio Porto Alegre zum zwischenzeitlichen 1:1 (Entstand 1:2). In demselben Jahr gab der Spieler sein Debüt auf internationaler Klubebene. In der Copa Sudamericana 2015 traf Atlético am 24. September 2015 auf den Brasília FC. Hernani stand in dem Spiel in der Startelf.
Am 16. Dezember 2016 wurde bekannt, dass Zenit St. Petersburg Hernani für fünf Jahre verpflichtet hat. Das erste Spiel in der obersten russischen Spielklasse bestritt Hernani in der Premjer-Liga 2016/17 am 2. April 2017 gegen Rubin Kasan. In dem Spiel wurde er in der 81. Minute für Maurício eingewechselt. In der Saison schlossen sich noch sieben weitere Ligaeinsätze an. Bei Zenit gab Hernani auch seinen Einstand auf europäischer Klubebene. Am 16. Februar 2017 spielte man in der UEFA Europa League 2016/17 auswärts gegen RSC Anderlecht. In dem Spiel stand Hernani in der Startelf und spielte bis zum Ende durch. In der Saison 2017/18 lief Hernani zunächst noch für ein Spiel für Zenit auf, wurde dann aber nach Frankreich an den AS Saint-Étienne ausgeliehen. In der Ligue 1 trat Hernani am 19. August 2017 an. Im Spiel gegen SC Amiens wurde er in der 81. Minute für Loïs Diony eingewechselt. In der Ligue 1 2017/18 erzielte Hernani am achten Spieltag gegen ES Troyes AC seinen ersten Ligatreffer. In der 53. Minute traf er nach Zuspiel von Rémy Cabella zum zwischenzeitlichen 1:1 (Entstand-2:1 für Troyes).
Die Premjer-Liga 2018/19 verbrachte Hernani wieder bei Zenit und konnte am Ende mit diesem die russische Meisterschaft gewinnen. Hierbei trat er in 14 Spielen an (ein Tor). Im Juli 2019 wechselte er dann auf Leihbasis zu Parma Calcio nach Italien. Die Leihe erhielt eine Laufzeit von einem Jahr und enthielt eine anschließende Kaufoption. Nach Abschluss der Saison wurde die Option von Parma gezogen. Anfang August 2021 wurde seine Leihe an den CFC Genua bekannt. Nach Beendigung der Saison kehrte Hernani nicht zu seinem Stammklub zurück, sondern wurde an Reggina 1914 ausgeliehen. Seit der Saison 2023/24 tritt Hernani wieder bei Parma an. In der Spielzeit war dieses in der Serie B 2023/24. Hier konnte er mit dem Klub die Meisterschaft und den Aufstieg in die Serie A 2024/25 feiern. In der Meisterschaftssaison kam er in der Serie B zu 36 von 38 möglichen Einsätzen, davon 25 in der Startelf (drei Tore).

## Nationalmannschaft
Bei der U-17-Fußball-Südamerikameisterschaft 2011 war er Mitglied der Mannschaft. Er bestritt beim Titelgewinn des Teams alle acht Spiele. Auch bei der U-17-Fußball-Weltmeisterschaft 2011 war er in der Auswahl und bestritt sieben Spiele.

## Erfolge
Brasilien U-17
- U-17-Fußball-Südamerikameisterschaft: 2011

Athletico Paranaense
- Staatsmeisterschaft von Paraná: 2016

Zenit St. Petersburg
- Russischer Meister: 2018/19

Parma
- Serie B: 2023/24